# ابوالشرف عمادبن ابی الفرج علی بن حسین بن هندو
ابوالشرف عمادبن ابی الفرج علی بن حسین بن هندو، ادیب و شاعر اهل ایران است.

## خاندان ابن هندو
اِبْنِ هِنْدو، نام چند تن از کاتبان، شاعران و ادیبان ایرانی‌نژاد سده‌های ۴ و ۵ ق(۱۰ و ۱۱م) است که زندگی‌نامهٔ دو تن از آنان چنان به هم آمیخته که تفکیک یکی از دیگری دشوار می‌نماید. منابع ما در موارد بسیار، روایات مربوط به علی را به پدرش حسین نسبت داده‌اند یا روایات مربوط به حسین را ذیل نام علی نهاده‌اند.
این خاندان، احتمالاً همه منسوب به خاندان شیعی مذهب آل هندو بوده (امینی، ۴/۱۷۲) و موطن اصلی نیاکان آنان هندوجان (هندیجان کنونی)، از روستاهای پیرامون قم، بوده‌است و کلمهٔ «هندو» در نام و نسبشان نشانهٔ تبار هندی آنان نیست (مدرسی، ۲/۱۷۸؛ دانش‌پژوه، ۲۷؛ قس: مایرهوف، ۹۵؛ فروخ، ۳/۸۸). با این‌همه، چنین نیز می‌توان پنداشت که لفظ هندو در نام آن روستا، دلیل بر اقامت گروهی مهاجر هندی در آن بوده‌است. نسبت قمی (نک‍: باخرزی، ۱/۶۰۸؛ ماخروخی، ۸۰)، رازی، بغدادی و احیاناً طبرستانی که در بعضی منابع به دنبال نام آنان آمده، بی‌گمان از آن‌جاست که اعضای این خاندان به قم با دیگر شهرها مناصب دولتی داشته‌اند.

## زندگی‌نامه
ابوالشرف عمادبن ابی الفرج علی بن حسین بن هندو، ادیب و شاعر اهل ایران است. به گفتهٔ باخرزی، با آن‌که وی در شعر و ادب به پای پدرش نمی‌رسیده، آثار علم و ادب خاندانش در او مشهود بوده و راوی اشعار و آثار پدر بوده‌است. باخرزی با اشاره به اینکه شاعر مدتی تربیت دو فرزند او را برعهده داشته، از روح ناآرام و ماجراجوی ابوالشرف در آستانهٔ ۴۰ سالگی گزارش می‌دهد و نمونه‌هایی از اشعار او را می‌آورد (۱/۶۰۹، ۶۱۸–۶۲۱).

## پی‌نوشت
1. 1 2 3  دائرةالمعارف بزرگ اسلامی،  ج ۵، ذیل «ابن هندو».